# S 22 (Schiff)
S 22 war ein Großes Torpedoboot des Amtsentwurfs 1911 der Kaiserlichen Marine (sog. Lans-Krüppel). Das Boot gehörte zu einer zwölf Einheiten umfassenden Bauserie, die im Etatjahr 1912 seitens des Reichsmarineamtes an die Schichau-Werke vergeben wurde. S 22 ist am 25. März 1916 bei einem Vorstoß deutscher Seestreitkräfte nach einem Minentreffer gesunken.

## Geschichte

### Bau und Indienststellung
Die Schichauwerft im westpreußischen Elbing begann 1911 mit dem Bau der aus S 13 bis S 24 bestehenden Bootsserie. Das zehnte Boot mit der Baunummer 873, für das die Bezeichnung S 22 vorgesehen war, stand am 15. Februar 1913 zum Stapellauf bereit. Das Boot war bis zum Sommer des Jahres fertiggestellt und wurde von der Marine am 23. Juli in den aktiven Dienst übernommen. Der Bau kostete rund 1.600.000 Mark.

### Einsätze
Das Boot bildete mit den Schwesterschiffen der gesamten Bauserie die VII. Torpedoboots-Flottille und gehörte in diesem Rahmen mit den Booten S 19 bis S 23 zur 14. Torpedoboots-Halbflottille.
Mit Kriegsbeginn wurde es im Vorpostendienst in der Nordsee und als U-Boot-Sicherung bei Vorstößen der schweren Einheiten der Hochseeflotte eingesetzt.

### Verlust
Am 25. März 1916, gegen 9:30 Uhr erfolgte ein Angriff britischer Zerstörer auf den deutschen Vorposten bei List, während Flugzeuge des britischen Seeflugzeugträgers Vindex die Luftschiffhallen von Tondern angreifen sollten. Deutsche Flugzeuge flogen daraufhin einen Gegenangriff vom Marinefliegerstützpunkt List aus. Dabei rammte der ausweichende britische Zerstörer Lavrock den Zerstörer Medusa, der daraufhin abgeschleppt und später wegen des stürmischen Wetters aufgegeben werden musste.
Die britische Aktion provozierte eine deutsche Reaktion. Die Hochseeflotte stach in See zu einem Gegenangriff auf die sich zurückziehenden britischen Schiffe. Während dieser Unternehmung lief das Torpedoboot S 22 unter Kapitänleutnant Karl Galster (1886–1916) gegen 21.30 Uhr auf eine Mine etwa 30 Seemeilen nördlich von Terschelling bei 53° 46′ N, 5° 4′ O. Das Boot brach mittschiffs auseinander. Während die vordere Hälfte sofort sank, blieb das Achterschiff noch etwa fünf Minuten lang schwimmfähig. Das Torpedoboot S 18, das sich in der Nähe befand, konnte auf Grund der extrem schlechten Wetterverhältnisse keine Hilfe leisten. Nur siebzehn Seeleute wurden gerettet. Der Kommandant und weitere 75 Besatzungsmitglieder starben.
Während derselben Aktion ging bei der nördlichen deutschen Abfanggruppe auch das Torpedoboot G 194 durch Rammstoß des britischen Kreuzers Cleopatra verloren.
Die deutsche Kriegsmarine benannte ihren Zerstörer Z 20 Karl Galster nach dem gefallenen Kommandanten von S 22.